# Luise Millerin (1922)
Luise Millerin ist eine deutsche Stummfilm-Adaption von Friedrich Schillers Kabale und Liebe (1784) aus dem Jahre 1922, nach einem Drehbuch von G. W. Pabst. Unter der Regie von Carl Froelich spielt, angeführt von Lil Dagover als Luise, eine All-Star-Besetzung mit Paul Hartmann, Reinhold Schünzel, Werner Krauß, Fritz Kortner und Gertrud Welcker in weiteren Hauptrollen. 

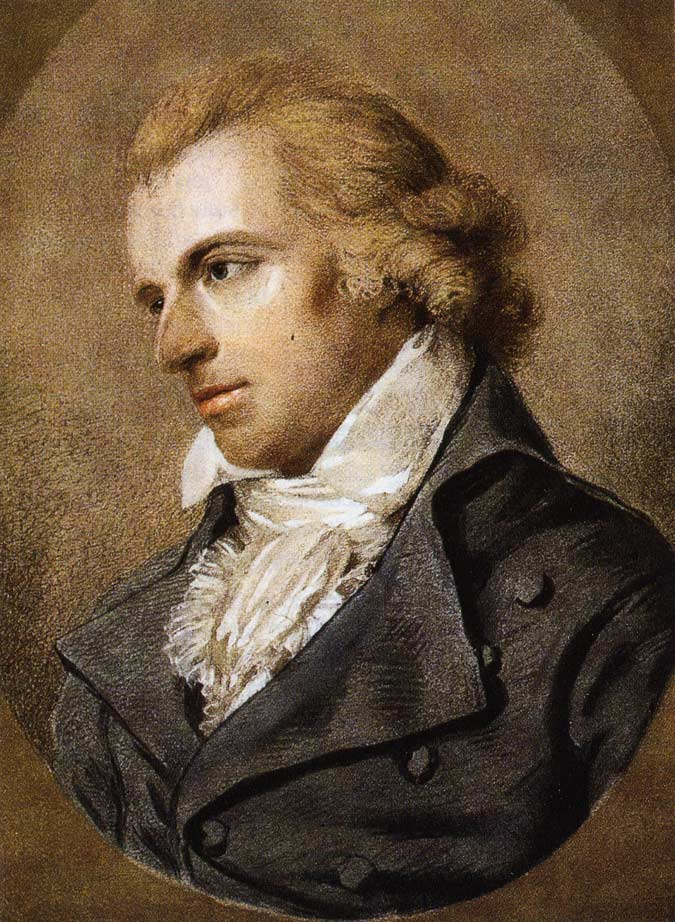
Autor der literarischen Vorlage Kabale und Liebe: Friedrich Schiller. Porträt von L. Simanowiz im Jahr 1794

## Handlung
Die Filmerzählung folgt in ihrer Handlung weitgehend Schillers berühmtem Drama über Standesdünkel, Herrschermissbrauch und Intrigantentum in längst vergangenen Zeiten.
Der schmucke Major Ferdinand liebt Luise Miller, die Tochter eines einfachen Musikanten. Beide Väter reagieren äußerst ablehnend auf die geplante Verbindung ihrer Kinder. Ferdinands Vater, Präsident von Walter, der in Diensten des Landesfürsten von Anspach steht, lehnt aus Standesdünkel die Vermählung seines Sohnes mit dem einfachen Mädel aus dem Volke ab und plant vielmehr, seinen Filius mit der Geliebten des Fürsten, Lady Milford, zu verheiraten, in der Hoffnung, dadurch seinen Einfluss am Fürstenhof zu vergrößern. Ferdinand ist strikt gegen das väterliche Arrangement und will sich von niemandem Luise ausreden lassen. Vielmehr plant er, im äußersten Notfall mit seiner Liebsten durchzubrennen. In der Hoffnung darauf, dass auch die für ihn Vorgesehene wenig Freude an der Vorstellung hat, Ferdinands Gattin zu werden, trifft er Lady Milford, um mit ihr Gegenmaßnahmen zu treffen. Doch die Lady empfindet überraschenderweise viel für Ferdinand und erzählt ihm, dass sie bislang stets einen mäßigenden Einfluss auf den despotischen Fürsten ausgeübt hatte. Lady Milford macht Ferdinand überdies klar, dass die Vorbereitungen zur Vermählung längst weit fortgeschritten seien und sie überdies ihr Gesicht und ihre Ehre verlieren würde, sollte Ferdinand sie nicht, wie von den Mächtigen geplant, heiraten wollen. Die Lady möchte jedoch erst mit Luise selbst sprechen, um sich ein vollständiges Bild von ihr und ihrer Beziehung zu Ferdinand zu machen. Die Klarheit, Unschuld und Anständigkeit der einfachen, jungen Frau beeindruckt Lady Milford derart, dass sie von ihren bisherigen Plänen ablässt und sich dazu entschließt, den Hof und das Land zu verlassen und selbst in einem einfachen, aber ehrlichen Leben einen Neubeginn zu suchen. 
Der Triumph der Liebe zweier junger Menschen über die Ränke, Korruption und hochadligen Einflussnahmen am Hof währt nur kurz. Ferdinands Vater, der Präsident, und sein kriecherischer und willfähriger Adlatus Wurm setzen nun eine besonders bösartige Intrige in Gang, um zu verhindern, dass die höfischen Machenschaften ans Tageslicht kommen. Der Präsident hat seinen Plan, die Liebe und Eheschließung Ferdinands mit Luise Miller zu torpedieren, mitnichten aufgegeben. Luises Eltern, die Millers, werden aus purer Willkür verhaftet. Man droht unverhohlen mit beider Hinrichtung. Um diese Schandtat zu verhindern, soll Luise Millerin einen Liebesbrief an Hofmarschall Kalb verfassen, geschrieben „aus freien Stücken“, wie sie beeiden muss. Dieses Schreiben gerät in Ferdinands Hände, sodass dieser glauben muss, dass Luise ihm untreu ist. Der eifersüchtige und zweifelnde Ferdinand stellt dadurch Luises Liebe zu ihm in Frage. Die junge Frau glaubt nur noch in einer Verzweiflungstat einen Ausweg zu finden und will sich das Leben nehmen. Dieser finale Akt soll ihre Unschuld beweisen. Doch Luises Vater, der Selbstmord für eine schwere Sünde hält, kann sie von dieser Tat abhalten. Dem erzwungenen Eid folgend, der ihr verbietet, die Wahrheit in dieser Causa zu erzählen, bleibt Luise Ferdinand gegenüber nur noch ein undeutbares Schweigen. Ihr Liebster vermag Luises Verhalten nicht zu deuten und vergiftet daraufhin sich und sein Mädchen. Im Angesicht des Todes sieht sich Luise vom erzwungenen Eid befreit, erzählt Ferdinand die Hintergründe und verzeiht ihm, dass er sie getötet hat. Ferdinand wiederum reicht im Anblick seines anstehenden Todes seinem Vater die Hand zur Versöhnung.

## Produktionsnotizen
Luise Millerin entstand Mitte 1922 im Maxim-Filmatelier in Berlins Blücherstraße 32, passierte am 15. August 1922 die Filmzensur und wurde sechs Tage darauf uraufgeführt. Die Länge des für die Jugend freigegebenen Siebenakters betrug 2921 Meter.
An den umfangreichen, von Robert Herlth und Walter Röhrig entworfenen Filmbauten waren die Architekten Stefan Lhotka, Hans Sohnle und Max Frick beteiligt. Walter Schulze-Mittendorf schuf die Filmplastiken.

## Kritiken
Das Grazer Tagblatt schreibt: „Der Decla-Gesellschaft ist es voll gelungen, „Kabale und Liebe“ in ein ansprechendes Filmkleid zu hüllen. Die Lichtspielhandlung hält sich so ziemlich an das Drama; dort, wo der Mangel an gesprochenem Wort  am deutlichsten zutage tritt, holt der Filmspielleiter weit aus und läßt Farben sprechen. „Luise Millerin“ ist ohne Übertreibung ein Prachtwerk deutscher Lichtspielkunst sowohl in der Ausstattung als auch in der Darstellung.“
Das Tagblatt befand: „Der Film ist großartig und in seinen Dienst haben sich die größten deutschen Meister der Darstellungskunst gestellt. Es ist geradezu unmöglich, daß dieser Szenenreichtum, diese wirkungsvolle Gestaltung von Umgebung und klassischer Ausstattung je auf einer Bühne würden geschaffen werden können. Man vermißt kaum das gesprochene Wort, da der Begleittext des Films in klarer und schöner Sprache erläutert, was vielleicht auch als Erklärung der Handlung dienen könnte.“